# Elecciones municipales de La Paz de 2019
Las elecciones en el departamento de La Paz de 2019 tuvieron lugar el 29 de septiembre, junto con las elecciones provinciales. En dicha elección se eligieron intendente municipal y concejales. Estuvieron habilitados para votar 8642 paceños, repartidos en 28 mesas electorales.
Las candidaturas oficiales se definieron en las elecciones primarias, abiertas, simultáneas y obligatorias (PASO) que tuvieron lugar el 9 de junio de 2019.

## Resultados

### Elecciones primarias
Las elecciones primarias, abiertas, simultáneas y obligatorias (PASO) tuvieron lugar el 9 de junio de 2019. Se presentaron seis precandidatos a la intendencia por cuatro partidos políticos distintos.
|  | 96,26 % |

|  | 45,90 % |

|  | 3,74 % |

|  | 92,30 % |

|  | 45,08 % |

|  | 7,70 % |

|  | 4,78 % |

|  | 0,63 % |

|  | 96,39 % |

|  | 2,90 % |

|  | 0,71 % |

|  | 84,32 % |

|  | 100 % |

### Elecciones generales
Las elecciones generales tuvieron lugar el 29 de septiembre de 2019. El cargo a la intendencia se disputó entre los dos candidatos que lograron superar las elecciones primarias.

#### Intendente
|  | 50,33 % |

|  | 49,67 % |

|  | 98,15 % |

|  | 1,47 % |

|  | 0,38 % |

|  | 88,94 % |

|  | 100 % |

#### Concejales electos
|  | 50,29 % |

|  | 49,71 % |

|  | 97,24 % |

|  | 2,38 % |

|  | 0,38 % |

|  | 88,94 % |

|  | 100 % |